# Arctostaphylos catalinae
Arctostaphylos catalinae ist eine Pflanzenart aus der Gattung der Bärentrauben (Arctostaphylos) innerhalb der Familie der Heidekrautgewächse (Ericaceae). Dieser seltene Endemit kommt nur auf der zu Kalifornien gehörenden Insel Santa Catalina Island vor und wird dort englisch Santa Catalina Island manzanita genannt.

## Beschreibung

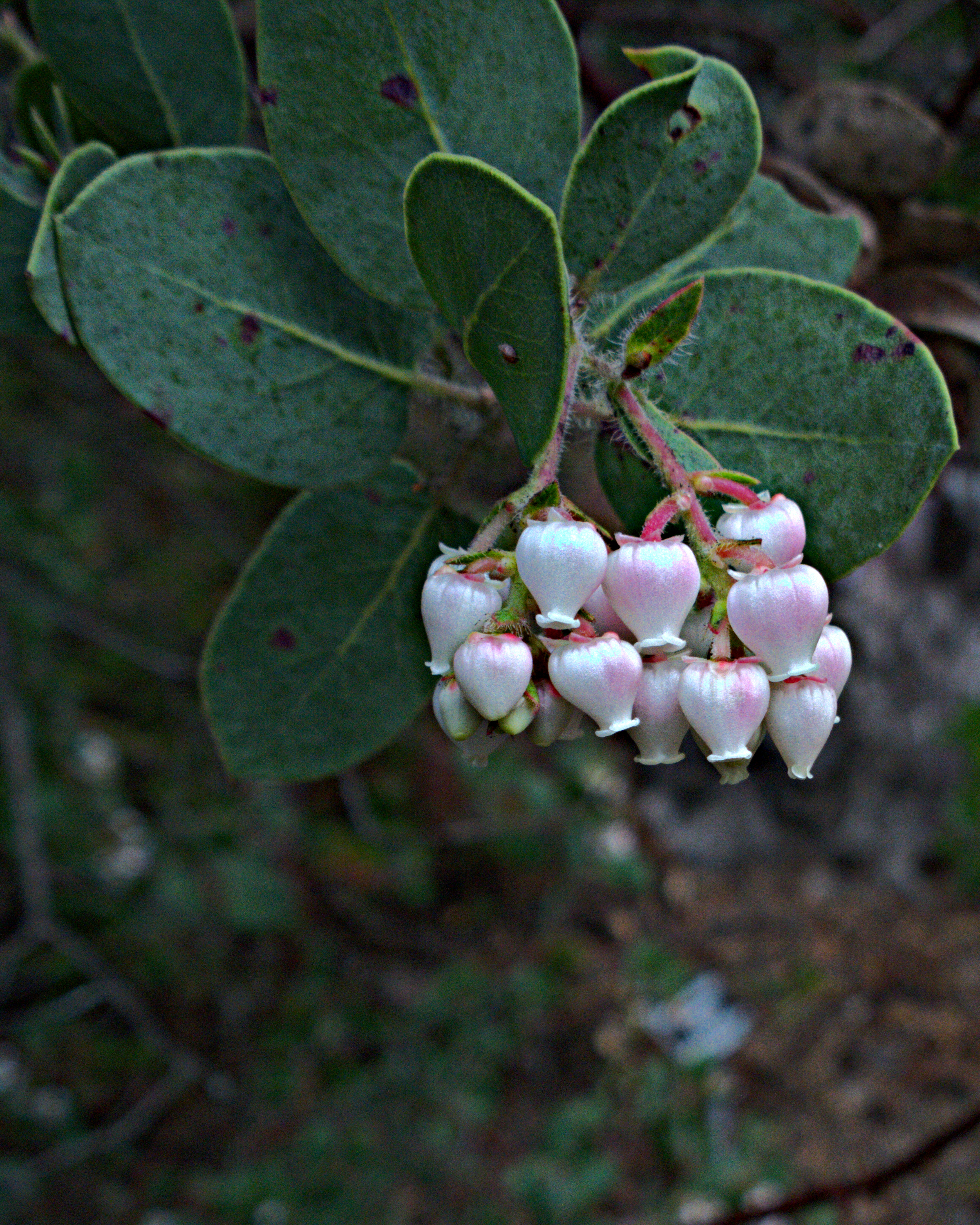
Zweig mit Laubblättern und Blütenständen

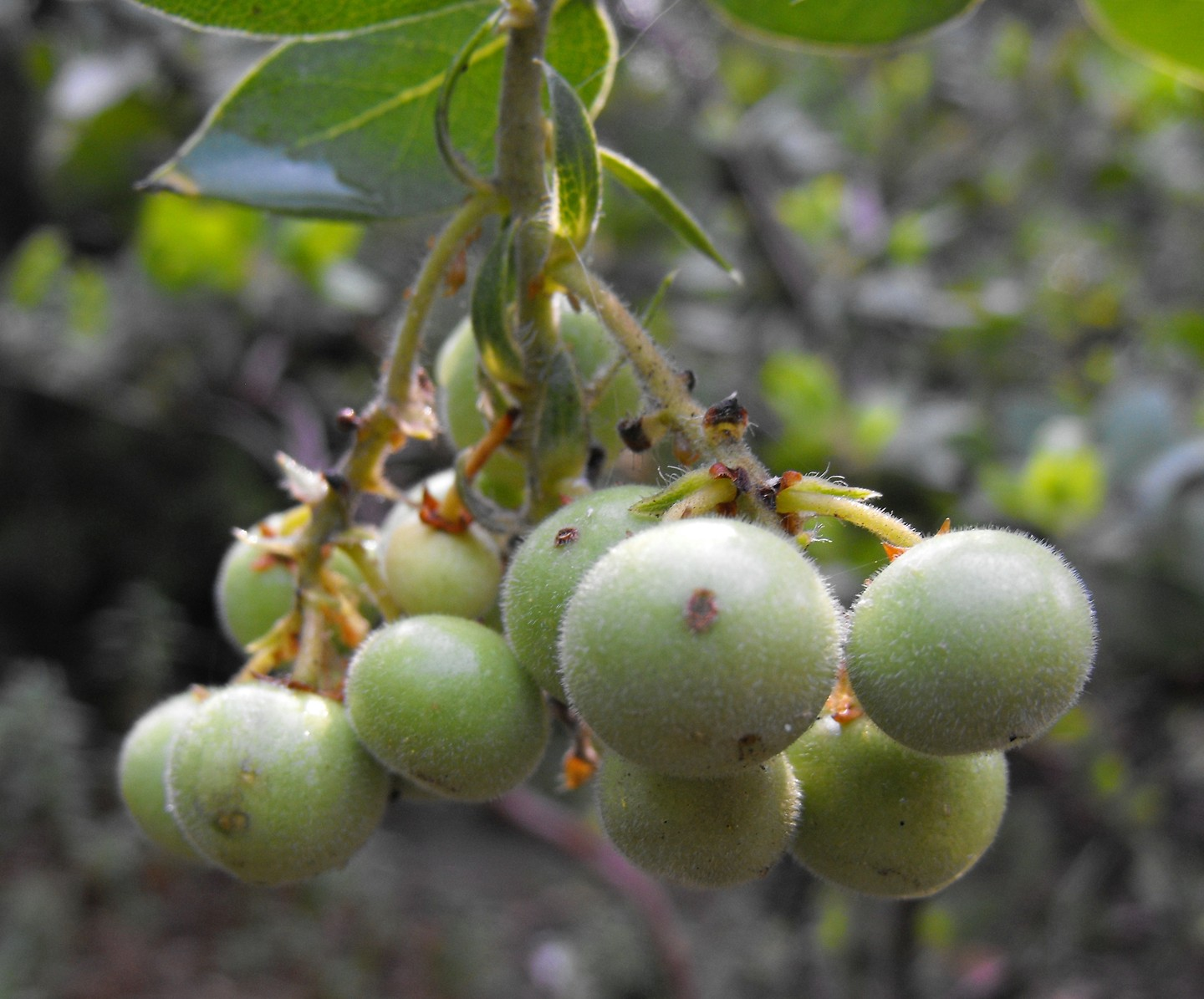
Früchte

### Vegetative Merkmale
Arctostaphylos catalinae wächst als immergrüner Strauch oder Baum, mit Wuchshöhen von 2 bis 5 Metern. Die Äste sind niederliegend oder selbstständig aufrecht. Die Rinde der Zweige ist dicht behaart mit langen weißen Drüsenhaaren (Indument).
Die wechselständig an den Zweigen angeordneten, sich überlappenden Laubblätter sind in Blattstiel und eine Blattspreite gegliedert. Der Blattstiel ist 2 bis 6 Millimeter lang. Die einfache, ledrige Blattspreite ist bei einer Länge von 2 bis 5 Zentimetern sowie einer Breite von 1,5 bis 3 Zentimetern lanzettlich-eiförmig bis elliptisch mit gestutzter bis leicht gelappter Basis. Der ebene Blattrand ist ganzrandig bis mehr oder weniger gesägt. Die blau-grüne, matte Blattfläche ist rau, papillös und steif drüsig behaart.

### Generative Merkmale
Die Blütezeit reicht im Heimatgebiet vom Winter bis in den frühen Frühling, von Dezember bis Februar. In endständigen, ab der Anthese nickenden, verzweigten, rispigen Blütenständen stehen an vier bis zehn mehr oder weniger ausgebreiteten Verzweigungen die nickenden Blüten zusammen. Die dicht mit langen weißen Drüsenhaaren behaarte Blütenstandsachse besitzt einen Durchmesser von etwas mehr als 1 Millimeter und ist 2 bis 3 Zentimeter lang. Die grünen, spärlich drüsig behaarten, haltbaren, sich überlappenden Tragblätter sind bei einer Länge von 6 bis 10, selten bis zu 15 Millimetern laubblattähnlich und lanzettlich bis schmal-eiförmig mit spitzem oberen Ende. Die Tragblätter sind viel kürzer als die Kelchblätter. Es sind keine Deckblätter vorhanden. Der dicht weiß behaarte Blütenstiel ist 2 bis 5 Millimeter lang.
Die zwittrigen Blüten sind radiärsymmetrisch und fünfzählig mit doppelter Blütenhülle. Die fünf freien Kelchblätter sind haltbar. Die fünf weißen Kronblätter sind fast über ihre gesamte Länge zu einer konischen bis urnenförmigen, früh abfallenden Blütenkrone verwachsen, die in fünf kurzen Kronzipfeln endet. Es ist ein intrastaminaler Nektardiskus vorhanden. Es sind zwei Kreise mit je fünf freien, fertilen Staubblättern vorhanden, die die Blütenkrone nicht überragen. Die freien Staubfäden sind verbreitert. Jeder dunkelrote Staubbeutel besitzt im oberen Bereich zwei fadenförmige Anhängsel und öffnet sich am oberen Ende mit einer Pore. Der oberständige Fruchtknoten ist dicht weiß und spärlich drüsig behaart. Der gerade Griffel endet in einer kopfigen Narbe.
Die spärlich behaarten Steinfrüchte sind bei einer Länge von 8 bis 15 Millimetern kugelig. Das Exokarp ist ledrig oder selten dünn und glatt. Das Endokarp enthält mehrere Samen. Die Steinkerne hängen bei dieser Art bei Reife nicht zusammen.
Die Chromosomenzahl beträgt 2n = 26.

## Vorkommen und Gefährdung
Arctostaphylos catalinae ist ein seltener Endemit und kommt nur auf der zu Kalifornien gehörenden Insel Santa Catalina Island vor. Sie gedeiht im Chaparral und offenen Waldländern in Höhenlagen von 0 bis 500 Metern.
In der Roten Liste der gefährdeten Arten der IUCN wurde Arctostaphylos catalinae 1998 als „Vulnerable“ = „gefährdet“ bewertet. Es ist ein weiteres Monitoring erforderlich und genaue Angaben fehlen.

## Taxonomie
Die Erstbeschreibung von Arctostaphylos catalinae erfolgte 1968 durch Philip Vincent Wells in Madroño, Volume 19, Issue 6, Seiten 193–195. Das Typusmaterial wurde mit der Nummer P. V. Wells 6867 im UC University Berkeley Herbarium = UC hinterlegt.